# Àngela Rull
Àngela Rull (¿València?, segona meitat del segle XVI - València, ¿1613?), fou una impressora, vídua de l'impressor Jerónimo Cortés.
Va participar en la venda de les obres del taller, quedant constància d'això en un exemplar datat en 1605 del Libro y tratado de los animales terrestres y volatiles con la historia y propiedad dellos, que es conserva a la Biblioteca Valenciana Nicolau Primitiu i en el qual Ángela Rull figura ja com a vídua de Jerónimo Cortés. A més, moltes de les obres impreses per Joan Crisostom Garriz es venien a casa d'Àngela Rull, al costat de l'Estudi General.